# クリス・スペディング
クリス・スペディング（Chris Spedding、1944年6月17日 - ）は、イングランド出身のロック、ジャズギタリスト。イギリスで最も有能なセッション・ギタリストのひとりと称され、1960年代から60年近く経った現在にいたるまで、ヨーロッパ、アメリカを股にかけて多彩なアーティストと共演している。

## 略歴
ダービーシャー出身。出生名はピーター・ロビンソン（Peter Robinson）。生家の事情で里子に出され、シェフィールド、バーミンガムで養父母のジャックとミュリエルのスペディング夫妻に育てられた。養父母の姓をとってクリストファー・ジョン・スペディング（Christopher John Spedding）に改名。
1969年、イングランドのジャズ・ヴィブラフォン及び打楽器奏者であるフランク・リコッティが率いるフランク・リコッティ・カルテット (Frank Ricotti Quartet) に加入。プロとしての第一歩を踏み出し、同年7月に発表されたアルバム"Our Point Of View"の制作に携わった。クリームの楽曲の作詞で知られるピート・ブラウンが結成したピート・ブラウン・アンド・ヒズ・バタード・オーナメンツに加入してアルバム"A Meal You Can Shake Hands With In The Dark"の制作に参加。ブラウンが去ってバンド名がザ・バタード・オーナメンツになると、リード・ボーカリストを兼任して同年7月5日にロンドンのハイド・パークで行われたローリング・ストーンズ主催のコンサートに出演し、アルバム"Mantle-Piece"でもリード・ボーカルを担当した。同年、ジャック・ブルースのソロ・アルバム『ソングス・フォー・ア・テイラー』 に客演した。
1970年には、ハーヴェスト・レーベルから初のソロ・アルバム『無言歌』をヨーロッパ、日本限定で発表した。当時はロックと並行してジャズ・プレイヤーとしても活躍し、ニュークリアスの1stアルバム『エラスティック・ロック』のレコーディングに参加したほか、マイケル・ギブスとのツアーも行った。
1971年、ロンドンで行われた、ハリー・ニルソンのアルバム『ニルソン・シュミルソン』のレコーディングに参加。同年7月から翌1972年2月にかけて、ブルースのライブ活動に参加してジョン・マーシャル（ドラムス）、グレアム・ボンド（キーボード）らと共演した。
1972年、元フリーのアンディ・フレイザーとシャークスを結成。彼等は1973年にはロキシー・ミュージックとのツアーを行ない、1974年10月に解散するまで2作のアルバムを発表した。
スペディングはその後、ロイ・ハーパーのバックバンドであるトリガーに加入してアルバム『HQ』（1975年）のレコーディングに参加したほか、ジョン・ケイルとも共演するなど、セッション・ギタリストとして多忙を極める。
1975年には、ソロ名義のシングル「モーターバイキン（Motorbikin'）」がUKトップ20チャートに入る初のヒットになり、彼は革ジャンにグリースで固めた髪というバイカースタイルで「トップ・オブ・ザ・ポップス」などのTV番組に主演した。同年に発表したアルバム『クリス・スペディング』では、ミッキー・モストをプロデューサーに迎え、アメリカのシンガー・ソングライター、ガーランド・ジェフリーの「ワイルド・イン・ザ・ストリーツ」を取り上げた。また「ギター・ジャンボリー（Guitar Jamboree）」ではチャック・ベリー、ジミ・ヘンドリックス、ジミー・ペイジらの演奏を模倣した。
ソロとしてのヒットは続かなかったが、これ以降セッション・ギタリストとしてブライアン・フェリー、エルトン・ジョン、ブライアン・イーノ、ジャック・ブルース、ニック・メイスンらのレコーディングやツアーに参加。
1976年3月、セックス・ピストルズの最初のデモ・テープのプロデュースを請け負い、「Problems」「No Feelings」「Pretty Vacant」の3曲をレコーディング。
一方、同年6月にロキシー・ミュージックを解散したブライアン・フェリーの依頼を受けて、シングル曲「レッツ・スティック・トゥゲザー」と4曲入りEPの制作に参加した。引き続いて彼の新作アルバム『イン・ユア・マインド (あなたの心に)』の制作にも協力し、同アルバムが発表された翌1977年2月にワールド・ツアーに参加。6月初旬には、同ツアーのメンバーとして初来日した。
1978年には、H.G.ウェルズの小説「宇宙戦争」を題材にしたジェフ・ウェインのコンセプト・アルバム『宇宙戦争 (Jeff Wayne's Musical Version of The War of the Worlds)』に参加する。同年後半にはニューヨークに渡り、ネセサリーズ（Necessaries）に参加したほか、1979年には、リンク・レイと袂を分かったロバート・ゴードンのギタリストとなり、『ロック・ビリー・ブギー』『バッド・ボーイ』の2枚のアルバムに参加する。
ほどなくイギリスにもどり、1980年にソロ・アルバム『I'm Not Like Everybody Else』とライブ・アルバム『Friday the 13th』を発表。その後はトム・ウェイツの『レイン・ドッグ』などのレコーディングに参加するかたわら、ソロ・アルバムを数枚リリースし、1984年のポール・マッカートニーの『ヤァ!ブロード・ストリート』にもギタリストとして参加した。
2001年、再結成したロキシー・ミュージックのツアーに参加し、同年9月の日本公演で来日。
2005年にはかつてアメリカで組んだロバート・ゴードンとのコンビを復活し、ヨーロッパ・ツアーを敢行。デンマーク、スウェーデン、およびフィンランドのライブのハイライトを『The Reunion Tour』としてリリースしたほか、フランスのレーベル、Last Callから、アムステルダムでのライブを収録したDVD『Rockin' The Paradiso』をリリースした。
スペディングはゴードンとともに2009年まで大規模なツアーを敢行、またエルヴィス・プレスリーの没後30周年を記念して、エルヴィスの曲をカバーアルバムをワーナー傘下のRycodiscからリリースした。
2024年現在もセッション・ギタリスト、ソロ・アーティストとして精力的に活動中である。

## その他
1970年代の半ばには、子供向けテレビ番組『ウォンブルズ (The Wombles)』のキャラクターとして、毛むくじゃらの衣装を着てフライングVを振り回すなど、仕事を選ばなかった。

## ディスコグラフィ

### アルバム
- 『無言歌』 - Songs Without Words (1970年)
- 『スペディング／ザ・ギタリスト』 - Spedding The Guitarist (1970年) ※日本のみ企画盤
- 『バックウッド・プログレッション』 - Backwood Progression (1971年)
- 『クリス・スペディングの世界』 - Only Lick I Know (1972年)
- 『クリス・スペディング』 - Chris Spedding (1976年)
- 『ハート』 - Hurt (1977年) ※旧邦題『必殺ギター！』
- 『ギター・グラフィティ』 - Guitar Graffiti (1978年)
- I'm Not Like Everybody Else (1980年)
- Friday the 13th (1981年)
- 『エネミー・ウィズイン』 - Enemy Within (1986年)
- 『カフェ・デイズ』 - Cafe Days (1990年)
- 『ジャスト・プラグ・ヒム・イン』 - Just Plug Him In! (1991年)
- Gesundheit! (1995年)
- One Step Ahead Of The Blues (2002年)
- Click Clack (2005年)
- It's Now Or Never (2007年)[20]
- Pearls (2011年)
- 『ジョイランド』 - Joyland (2015年)

### シングル
- "Motor Bikin'" (1975年)